# Bad Clevers

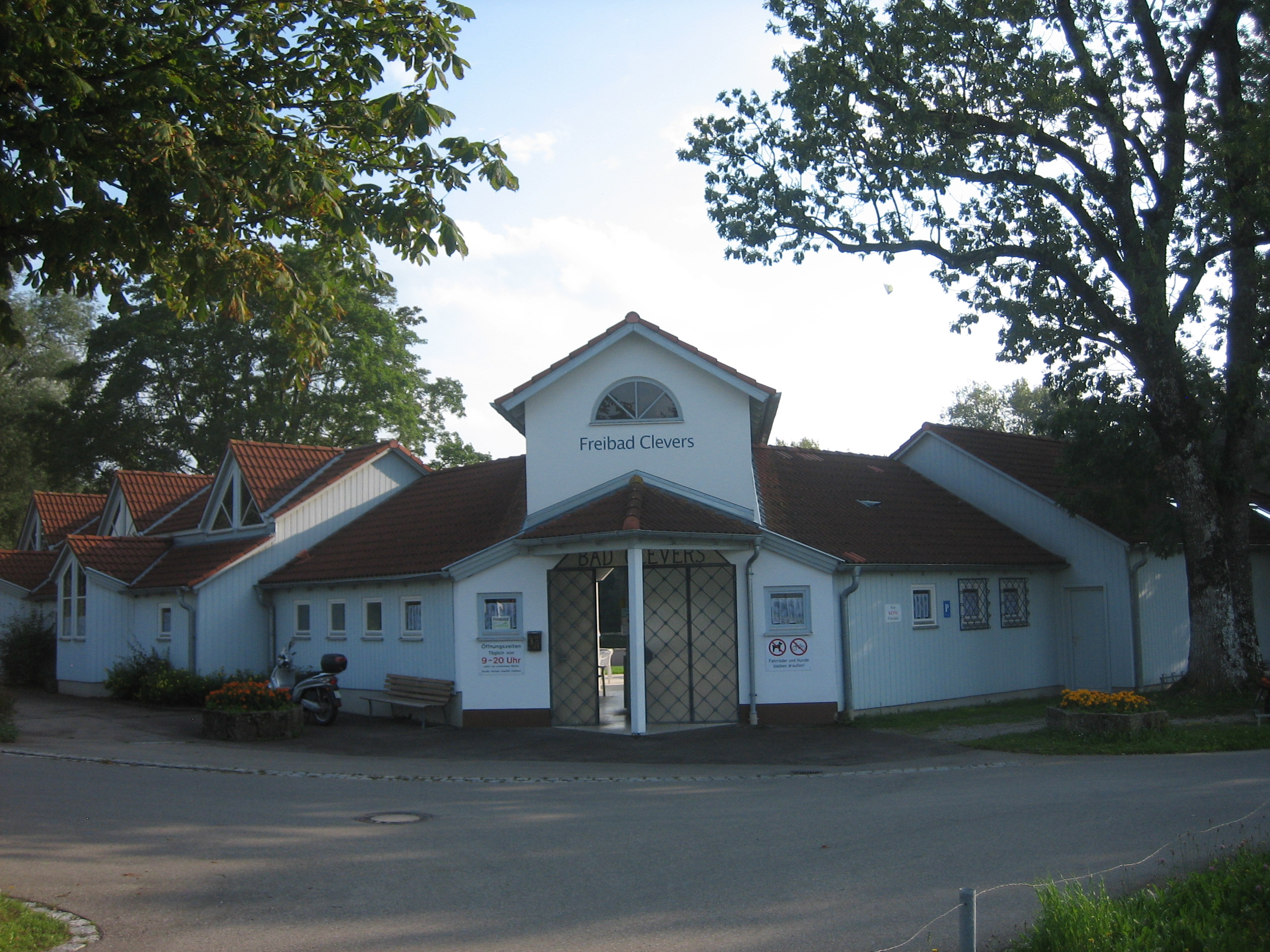
Eingang zum Freibad Clevers in Bad Grönenbach

Das Bad Clevers ist ein Freizeitbad und Kurheim im oberschwäbischen Bad Grönenbach.

## Geschichte
Das Bad Clevers, auch genannt „Bad Kläffers“ oder „Kläfferes Bad“, hat eine sehr lange Tradition als Badesee. Bereits weit vor dem Dreißigjährigen Krieg wurde das Bad oft besucht. Im Jahr 1671 übernahm Michael Zech von Kalden das Bad Clevers, das damals sehr heruntergekommen war. Michael Zech erbaute im Jahr 1671 für 500 Gulden ein neues Badehaus. Der Badewirt hatte auch das Recht, Brot zu backen, eine Metzgerei, und einen Bierausschank zu betreiben. Der Ausschank von Wein war hingegen untersagt. Neun Jahre nach dem Neubau des Badehauses konnten im Jahr 1700 bereits 6480 Badegäste gezählt werden. Im Jahr 1732 wurde die Erlaubnis erteilt, auch Badegäste dort zu beherbergen. Im Laufe der Jahrhunderte wurden mehrere Badehäuser gebaut und erneuert, so in den Jahren 1671, 1835, 1900 und zuletzt in den 1990er Jahren. Das Kneipp-Kurheim wurde 1937/38 von Georg Schmidtchen gegründet und wurde seitdem mehrfach erweitert und renoviert.

### Liste der Badewirte

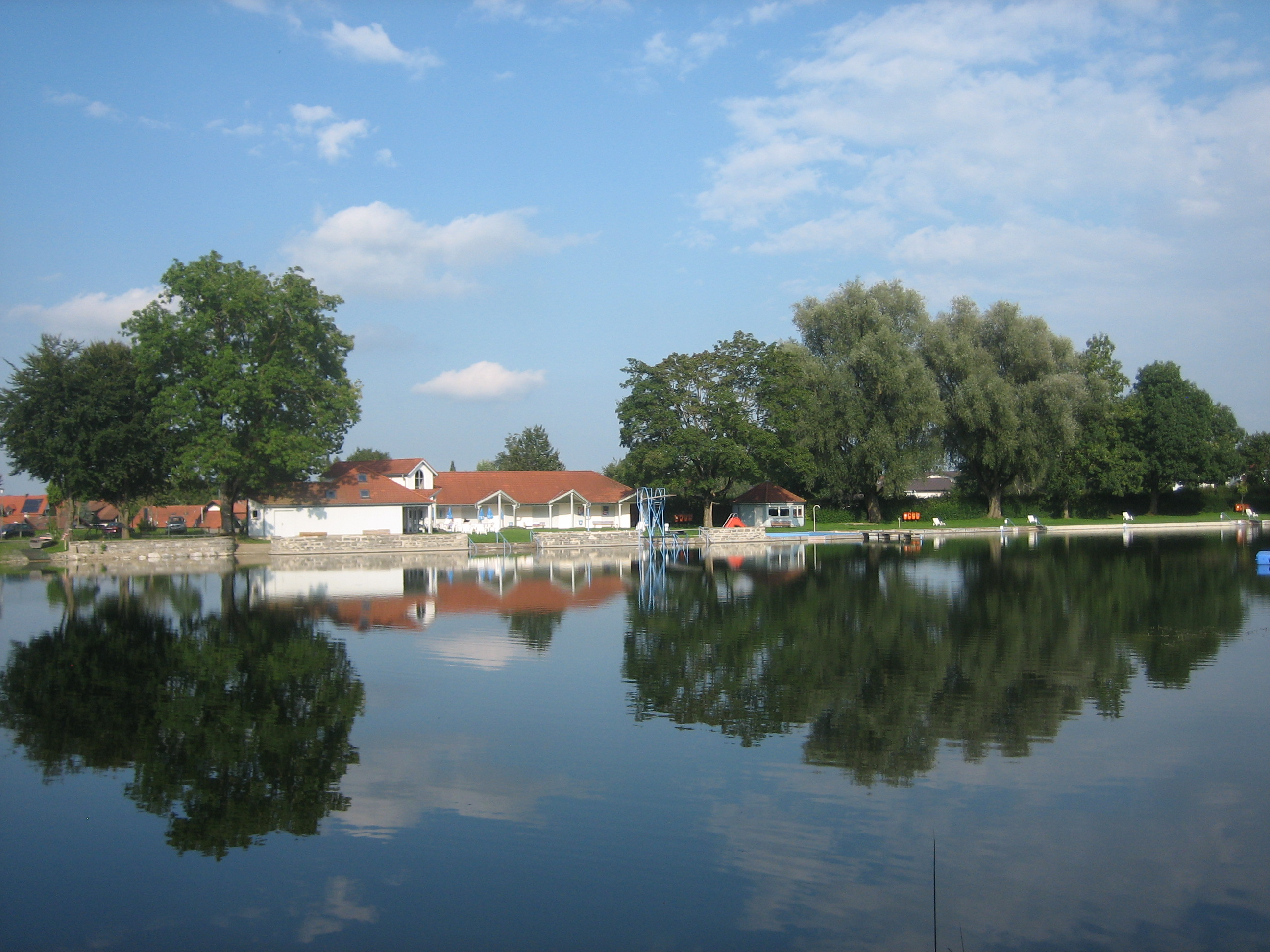
Bad Clevers

Im Folgenden sind, soweit bekannt, die Badewirte von Bad Clevers aufgelistet.
| Jahr | Name                                          |
| ---- | --------------------------------------------- |
| 1671 | Michael Zech                                  |
| 1732 | Hans Martin Grober                            |
| 1802 | Michael Häfele                                |
| 1836 | Anton Häfele, erbaute 1835 ein neues Badehaus |
| 1852 | Martin Freuding                               |
| 1856 | Wilhelm Dorn                                  |
| 1873 | Ludwig Schachenmeyer                          |
| 1891 | Alfred Böckeler                               |
| 1896 | Johann Vogel                                  |
| 1902 | Josef Einsiedler                              |
| 1907 | Kaspar Wassermann                             |

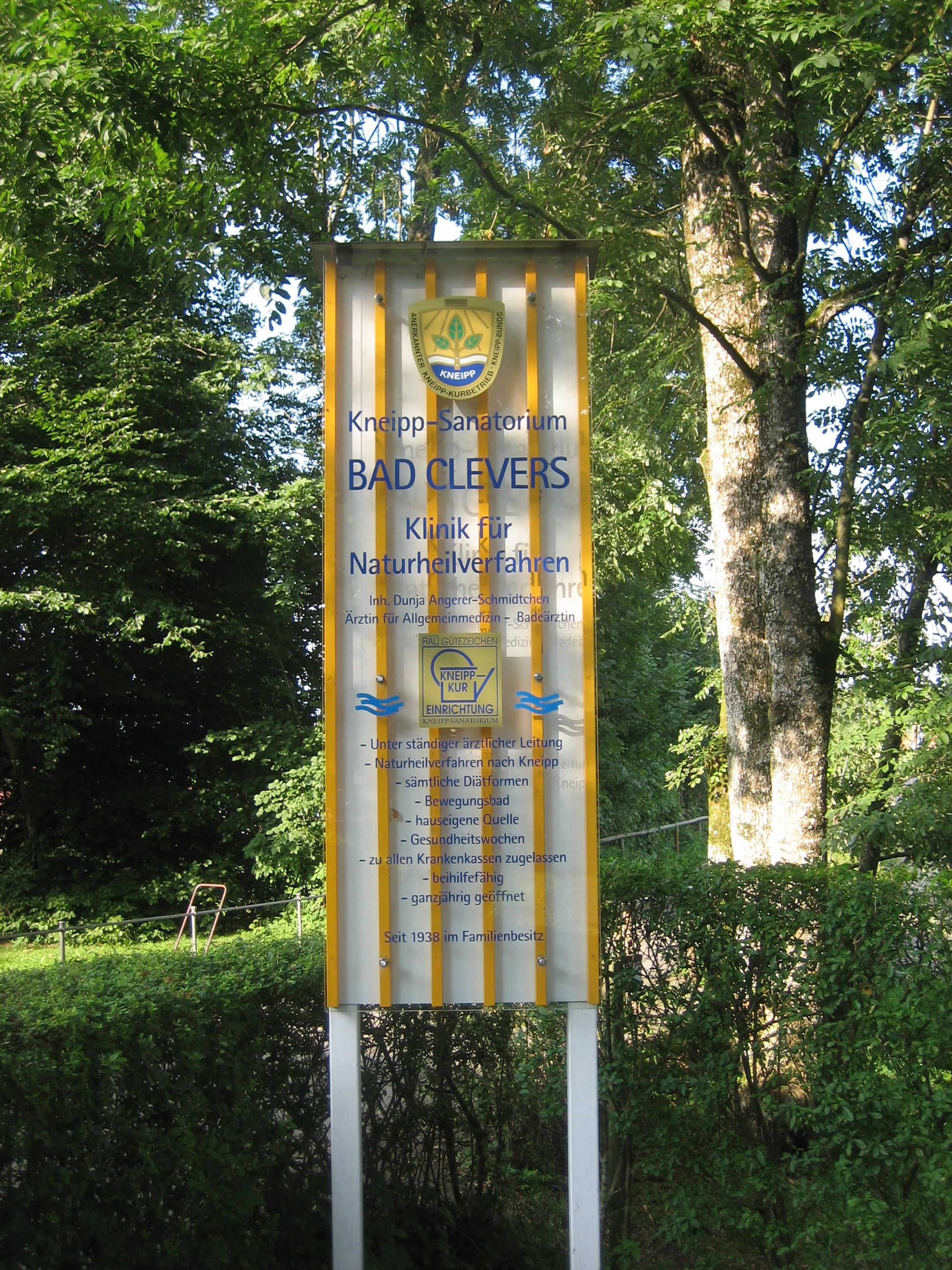
Kneipp Sanatorium Bad Clevers, Begrüßungstafel
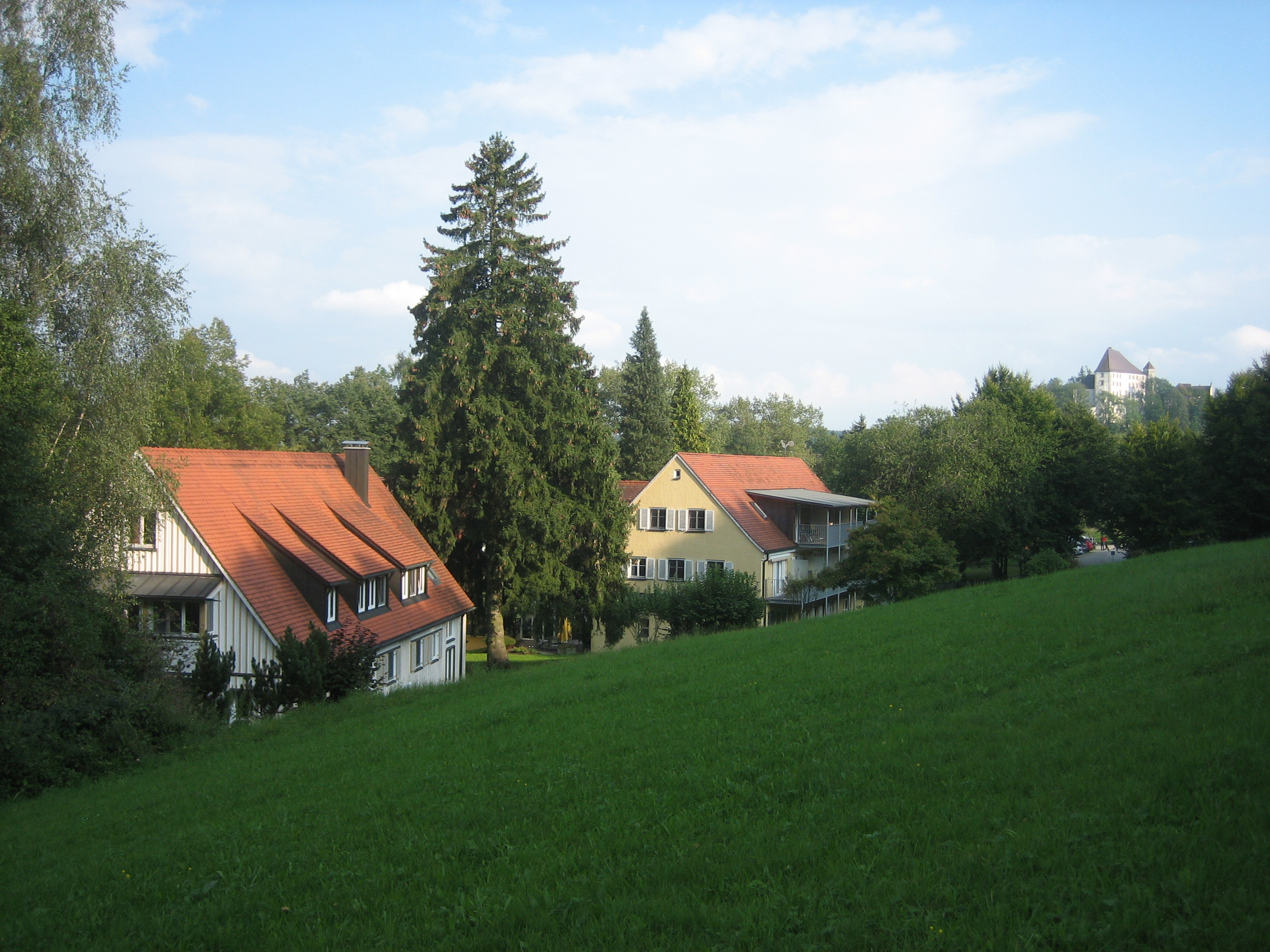
Kneipp Sanatorium Bad Clevers

### Unglücksfälle im Bad Clevers
Im Badesee des Bad Clevers ereigneten sich auch immer wieder Unglücksfälle. Dokumentiert sind die tödlichen Unfälle von Johann Häfele, dem Sohn des Bademeisters († 10. August 1842), Anton Riedle († 8. Juni 1872), sowie Alois Schrode aus Ehingen († 2. September 1895).